# Římská kurie
Římská kurie či Papežská kurie (lat. Curia Romana) je komplex orgánů a úřadů tvořících správní aparát Svatého stolce, který koordinuje a zajišťuje organizaci nezbytnou pro řádné fungování katolické církve a dosažení jejích cílů. Obecně se považuje za „vládu církve“. Curia ve středověké a pozdější latině znamenala „soud“, spíše ve smyslu „královský soud“ než „zákonodárný soud“ (ačkoli oba významy spolu historicky souvisejí).

## Historie
Prvním sídlem římské kurie byl Lateránský palác, budova darovaná ve 4. století císařem Konstantinem papeži Miltiadovi. Byla papežskou rezidencí a zároveň ústředním sídlem církevní správy. Byl to kolegiální orgán složený z řeholníků a laiků, kteří pomáhali papeži při řízení římské církve a při správě četných statků, které jí byly darovány.
Římská kurie začala nabývat značné váhy v byzantském období (6.–8. století) definováním úřadů a institucionálních osobností. Od té doby řídilo správu Apoštolského stolce sedm palatinů (iudices) neboli velkých úředníků. Byly v tomto pořadí:
- Primicerius notariorum;
- Secundicerio (notářský proděkan);
- Protoscrinario (první z kopistů);
- Arcarius (předchůdce pokladníka);
- Sacellarius (úředník pro platby);
- Primus defensor;
- Nomenclator (ten, kdo měl za úkol pojmenovat osobnosti pozvané k papežskému stolu).[2]

Tyto funkce byly vyhrazeny pro příslušníky šlechty. Zastávali také funkce nadřízené hierarchicky nižším funkcím superisty (velitele vojenské posádky chránící Lateránský palác), vestararia (odpovědného za posvátná roucha), apocrisaria a dalších. Hlavní oddělení Lateránu v té době lze tedy rozdělit na: kancléřství (notarii a scriniarii), právní oddělení (defensores), oddělení finanční správy (arcario a sacellario), oddělení papežského soudu (vestariarius a nomenclator). Tyto úřady fungovaly až do 12. století, kdy byly reformovány a přeměněny na nové úřady, z nichž některé přetrvaly až do 20. století.
Na konci 7. století získala papežská kancelář Liber Diurnus, sbírku formulářů pro psaní úředních dopisů. Význam římské kurie dále vzrostl, když papež začal fakticky vykonávat svrchované funkce nad lokalitami Orte, Sutri, Nepi, Bomarzo a dalšími castra, které tvořily Patrimonium Sancti Petri, pro jejichž výkon a obranu bylo nutné zorganizovat vojenské síly. V tomto smyslu se římská kurie vyvíjela souběžně s vývojem papežského státu, který se zpočátku rozkládal na území jediného regionu (Latia) a v průběhu pozdního středověku se rozrostl v druhý největší stát na Apeninském poloostrově a v entitu s mezinárodní vahou a stabilními diplomatickými vztahy se všemi křesťanskými státy. Od 8. století až do doby po roce 1000 byli nejdůležitějšími postavami vestararius a superista. Jeho kompetence se značně rozšířily: ze správce posvátných rouch se stal správce pontifikova osobního majetku (včetně oblečení). Tyto dva posty mohli zastávat pouze nejvýznamnější členové městských šlechtických rodů. Například Theofylakt, který dominoval římské politice v první polovině 9. století, zastával obě funkce.
Do roku 1000 se světské záležitosti Svatého stolce týkaly především území Latium. Od 13. století se jejich počet neustále zvyšoval. V té době byla hlavním orgánem kurie Apoštolská kancelář, která byla zodpovědná za přípravu a odesílání veškeré oficiální církevní korespondence. Ve 14. století se vyvinula nová institucionální postava – sekretář. Během avignonského období se objevila potřeba pověřit jednoho preláta přípravou nejchoulostivější a nejdůvěrnější korespondence.
Na počátku 15. století, po návratu Svatého stolce do Říma, vedly nové vládní potřeby k vytvoření nových orgánů a k redukci starých magistrátů. Martin V. (1417–1431) založil Camera secreta, která se zabývala diplomatickými vztahy. Jeho nástupce Evžen IV. zřídil úřad římského guvernéra pro politickou a soudní správu města. Stávající orgány byly posíleny. V rámci Apoštolské komory se objevily tyto postavy: a) generální pokladník (má finanční kontrolu nad veškerými příjmy, které přináší světský majetek církve); b) Auditor Camerae (nejvyšší soudce ve věcech finanční správy kurie); c) Kolegium kleriků (má na starosti správu majetku a příjmů Svatého stolce).
V roce 1487 papež Inocenc VIII. zřídil Secreterii Apostolica, komisi 24 prelátů, kteří působili jako apoštolští sekretáři, jimž předsedal Secretarius domesticus s koordinační úlohou. Za papežů Sixta IV., Alexandra VI. a Julia II. byla soudní správa rozdělena do několika odvětví. Byly zřízeny následující tribunály: Sacra Rota, vyšší tribunál ve věcech kanonického práva, „«Segnatura di Grazia»“ pro případy ve správních záležitostech a „Segnatura di Giustizia“, příslušný pro soudní záležitosti. «Segnatura di Giustizia» se stala nejvyšším soudem římské kurie s jurisdikcí nad celými papežskými státy, a to jak v církevních, tak v občanskoprávních věcech. S rozmachem nepotismu přešly funkce apoštolského sekretariátu na kardinála-synovce, papežova příbuzného, jemuž pomáhal sekretář intimus, který měl na starosti i jejich vzdělávání. Jeho role neustále rostla, až v roce 1566 Pius V. kardinála-synovce pověřil funkcí „generálního inspektora církevního státu“.
Na konci 16. století spravovalo církevní záležitosti několik magistrátů, konkrétně:

#### Monokratickéorgány
- Kardinál komoří (camerlengo) – nejvyšší autorita odpovědná za politické a ekonomické záležitosti týkající se světské vlády církve;
- Kardinál-synovec – zodpovědný za vedení politických záležitostí a řízení vztahů se státy (byl mu vyhrazen úřad „generálního superintendenta církevního státu“);
- „Kardinál kancléř“ nebo vicekancléř – koadjutor předchozího kancléře. Jako prelát s bohatými zkušenostmi ve státních záležitostech radil svému kardinálskému synovci při provádění jeho rozhodnutí (zastával funkci sekretáře).

#### Kolegiální orgány
- Apoštolská kancelář – institucionální úřad, který se zabývá přípravou oficiální korespondence Svatého stolce;
- Apoštolská komora – struktura odpovědná za hospodářskou správu. V jejím čele stojí kardinál Camerlengo;
- Apoštolský sekretariát – zvláštní sekretariát papeže, oddělený od Kanceláře. V jejím čele stojí Secretarius domesticus.

Římská kurie dosáhla své dnešní struktury zřízením kongregací. Byly vytvořeny jako poradní komise a papež je zřizoval za účelem získání rad ke konkrétním problémům. První stálou kongregaci vytvořil papež Pavel III., když v roce 1542 založil Kongregaci pro nauku víry. Kongregace institucionalizoval papež Sixtus V., který v roce 1588 reorganizoval římskou kurii a stanovil počet stálých kardinálských kongregací na 15, z nichž devět odpovídalo za správu církve a zbývajících šest za správu papežského státu. Prostředníkem mezi pontifikem a kongregacemi byl kardinál-synovec, který dohlížel na všechna jednání těchto orgánů a dohlížel na výkon rozhodnutí šesti dikasterií pověřených světskou vládou.
Na konci 17. století zrušila reforma papeže Inocence XII. (1691–1700) úřad kardinála-synovce a všechny jeho pravomoci přenesla na sekretáře, kterého povýšila do kardinálské hodnosti. Římská kurie přežila konec světské moci papežství, která de facto zanikla v roce 1870 dobytím Říma.

### Reformy 20. století
V roce 1908 se papež Pius X. rozhodl tuto instituci reorganizovat a dát jí novou podobu, aby mohla sloužit nejvyššímu pastýři církve, a ne jedné hlavě státu. Apoštolská konstituce Sapienti consilio zrušila všechny necírkevní orgány a reorganizovala 19 dikasterií kurie na 11 kongregací, 3 tribunály a 5 úřadů.
Po této nové reformě následovaly další změny. V roce 1917 papež Benedikt XV. zřídil Kongregaci pro východní církve, kterou převzal ze sekce Kongregace Propaganda Fide, aby vyjádřil zájem Svatého stolce o katolické komunity patřící k různým východním ritům.
Římská kurie získala modernější podobu až po Druhém vatikánském koncilu. Byla zřízena nová dikasteria: Papežská rada pro laiky, tři sekretariáty (pro podporu jednoty křesťanů, pro nekřesťany a pro nevěřící) a Ústřední statistický úřad katolické církve.
Přelomovou roli v reformě římské kurie sehrála apoštolská konstituce Regimini Ecclesiae universae, kterou vyhlásil Pavel VI. v roce 1967. Tímto dokumentem byly změněny názvy jednotlivých dikasterií, ale také jejich počty, kompetence, koordinace a metody práce, aby vše bylo jasnější a modernější, podle pokynů koncilní deklarace Christus Dominus. Navzdory různým inovacím v Regimini Ecclesiae universae se čestný titul „posvátná“ pro různá dikasteria stále používal a byl definitivně zrušen až v roce 1985. Stejná apoštolská konstituce zachovala také Posvátnou kongregaci pro obřady. V roce 1969 byla rozdělena na Kongregaci pro bohoslužbu a Kongregaci pro kauzy svatých.
Před koncem 20. století podobu římské kurie upravila apoštolská konstituce Pastor Bonus, kterou vyhlásil papež Jan Pavel II. v roce 1988. Pastor Bonus nazývá hlavní oddělení papežské kurie dikasterii. „Pod slovem dikasteria se rozumí státní sekretariát, kongregace, tribunály, rady a úřady.“ Těchto pět hlavních kategorií útvarů zůstává i nadále, přičemž pozoruhodnou změnou je, že začal existovat více než jeden sekretariát. Jan Pavel II. (1978–2005) však zároveň po apoštolské konstituci Pastor Bonus opakovaně uznal, naposledy ve svém listu Novo millennio ineunte (2001), potřebu reformy slovy: „Pokud jde o reformu římské kurie [...] [...], zbývá jistě ještě mnoho práce.“

### Kurie ve 21. století
Poté, co papež Benedikt XVI. (2005–2013) 11. března 2006 sloučil vedení Papežské rady pro pastoraci migrantů a lidí mimo domov a Papežské rady pro spravedlnost a mír, jakož i vedení Papežské rady pro mezináboženský dialog a Papežské rady pro kulturu, spatřovali v tom vatikánští pozorovatelé první počátky začínající reformy kurie. V oficiálních prohlášeních Svatého stolce se však uvádí, že tato spojení jsou „prozatímní“. Papež totiž 25. června 2007 zrušil sloučení vedení Papežské rady pro mezináboženský dialog a Papežské rady pro kulturu. Obě rady jsou nyní opět nezávislé.
16. března 2013 papež František, zvolený 13. března 2013, potvrdil ve funkcích na přechodnou dobu vedoucí a členy dikasterií Římské kurie, jakož i tajemníky a předsedu Papežské komise pro Vatikánský městský stát. 13. dubna 2013 bylo oznámeno, že papež František ustavil při Radě kardinálů komisi osmi kardinálů, která má připravit zásadní strukturální reformu kurie. 13. dubna 2014 papež František jmenoval Papežskou radu pro mezináboženský dialog a Papežskou radu pro kulturu.
V květnu 2014 papež František rozhodl, že všichni kardinálové, kteří stojí v čele dikasteria nebo papežské rady nebo zastávají jinou funkci udělenou papežem, budou nyní muset po dosažení věku 75 let podat rezignaci. Úřady ostatních představených dikasterií, úřady sekretářů a úřady, které papež svěřil biskupům, končí automaticky dosažením této věkové hranice. „Za zvláštních okolností“ může papež požádat biskupa o rezignaci i před dosažením věkové hranice.
Ve svém vánočním projevu ke kurii v roce 2014 papež František zmínil „nemoci a pokušení“, které oslabují oddanost službě Bohu, jako je pokušení myslet si, že je člověk nenahraditelný, „existenciální schizofrenie“ nebo „duchovní Alzheimer“. Neobvykle ostrá veřejná kritika římské kurie ze strany papeže Františka je podle pozorovatelů znamením, že ve Vatikánu existuje značný odpor vůči reformním plánům, a to jak uvnitř kurie, tak i pro zásadní postoje katolické církve.
23. prosince 2016 papež František ve svém vánočním projevu vyjmenoval dvanáct kritérií pro další restrukturalizaci kurie: individualita, pastorační péče, misionářský duch, racionalita, funkčnost, modernost, jednoduchost, subsidiarita, synodalita, katolicita, profesionalita a gradualita. Papež si posteskl, že kromě konstruktivní kritiky panuje v kurii strach, setrvačnost a „zlovolný odpor“ ze strany „zvráceného ducha“. Tento druh odmítání reforem přichází ... „často v rouše beránčím“, skrývá se „za ospravedlňující a v mnoha případech obviňující slova“ a utíká se „k tradicím, zdání, formalitám, ke známému“.
Podle listu La Croix měl papež František původně podepsat novou konstituci Praedicate Evangelium již v červenci 2020. Nakonec ji však podepsal až 19. března 2022, o svátku sv. Josefa a ve výroční den svého zvolení. Tato nová konstituce vstoupila v platnost 5. června 2022, o slavnosti Letnic. Nahradila předchozí apoštolskou konstituci Jana Pavla II. Pastor Bonus.

### Vazby na Vatikánský městský stát

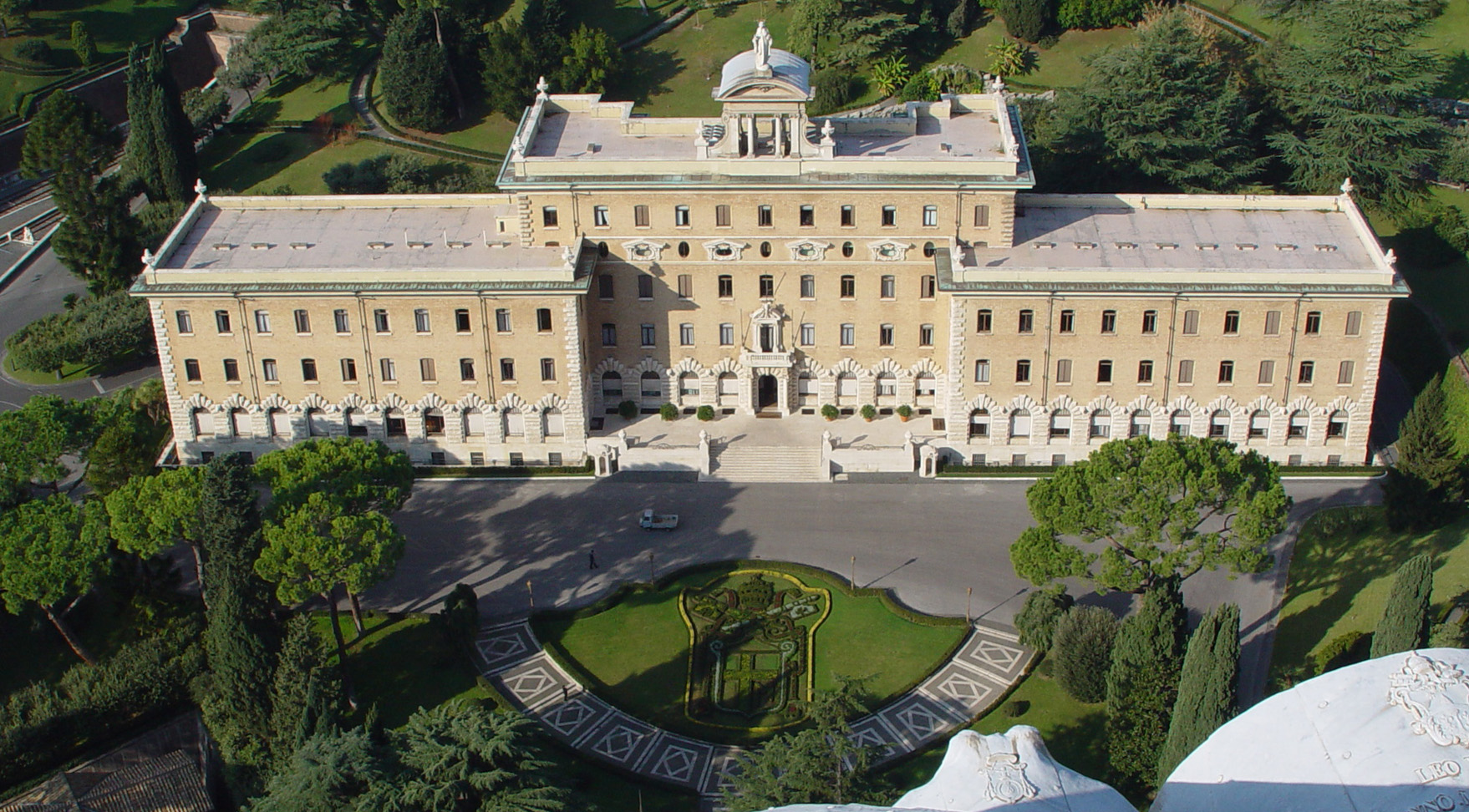
Vládní palác ve Vatikánu

Od kurie, která je zodpovědná za řízení a správu univerzální církve, je třeba podle mezinárodního práva přísně odlišovat vládu Městského státu Vatikán. To však není vždy snadné a jednoznačné, protože existují určité institucionální vazby. Už jen to, že papež má šest různých rozpočtů, jasně ukazuje, jak se někdy povinnosti prolínají.
Vatikánský městský stát je územním základem svrchovanosti Svatého stolce podle mezinárodního práva. Vatikánský městský stát nevystupuje na mezinárodní úrovni, ale ponechává diplomatické zastoupení Svatému stolci jako subjektu mezinárodního práva. Institucionální provázanost kurie (Svatého stolce) a vlády Vatikánu vyplývá ze skutečnosti, že papež je zároveň panovníkem městského státu Vatikán.
Od roku 1984 je kardinál státní sekretář stálým zástupcem papeže ve světské vládě Vatikánského městského státu. Vláda je však de facto v rukou Papežské komise pro městský stát Vatikán, kterou tvoří sedm kardinálů kurie. Je jmenován papežem vždy na pět let a je zodpovědný především za určování finanční a rozpočtové politiky Vatikánu. Předsedu Komise (v současnosti arcibiskup Fernando Vérgez Alzaga LC) lze považovat za jakousi hlavu vlády. Komisi je podřízen generální sekretář Governatorátu města Vatikánu, který je zodpovědný za ústřední správu.
Malá část úřadů kurie se nachází na území Vatikánu, ostatní správní útvary se nacházejí na jiných místech Říma, většinou na exteritoriálních územích, ale částečně i na běžném území města Řím.

### Římská diecéze
Každá katolická diecéze má ve své správě kurii. V římské diecézi tyto funkce nevykonává římská kurie v užším slova smyslu, ale dva vikariáty:
- římský vikariát v čele s generální vikářem Jeho Svatosti pro město Řím
- vatikánský vikariát v čele s generálním vikářem pro farnosti na území Vatikánu a v papežských vilách v Castel Gandolfo.

## Papežská kurie podlePastor Bonus(1988)
„Při výkonu své nejvyšší, plné a bezprostřední moci nad celou církví využívá římský papež dikasterií římské kurie, které proto vykonávají svou činnost jeho jménem a z jeho pověření ve prospěch církví a ve službách posvěcených pastýřů“ (Christus Dominus, 9). Dikasteria zahrnují již zmiňované sekretariáty, kongregace, tribunály, papežské rady a kuriální úřady, jakož i další orgány, které nemají status dikasterií.
Svatý stolec a Vatikán měly v roce 2019 dohromady 4 618 zaměstnanců, z toho 1 016 žen. Podle Vatican News se počet zaměstnankyň Římské kurie zvýšil pouze mezi lety 2010 a 2019 z 385 na 649, čímž se jejich podíl na celkovém počtu zaměstnanců Svatého stolce zvýšil ze 17,6 na něco málo přes 24 procent.

### Sekretariáty

#### Státní sekretariát

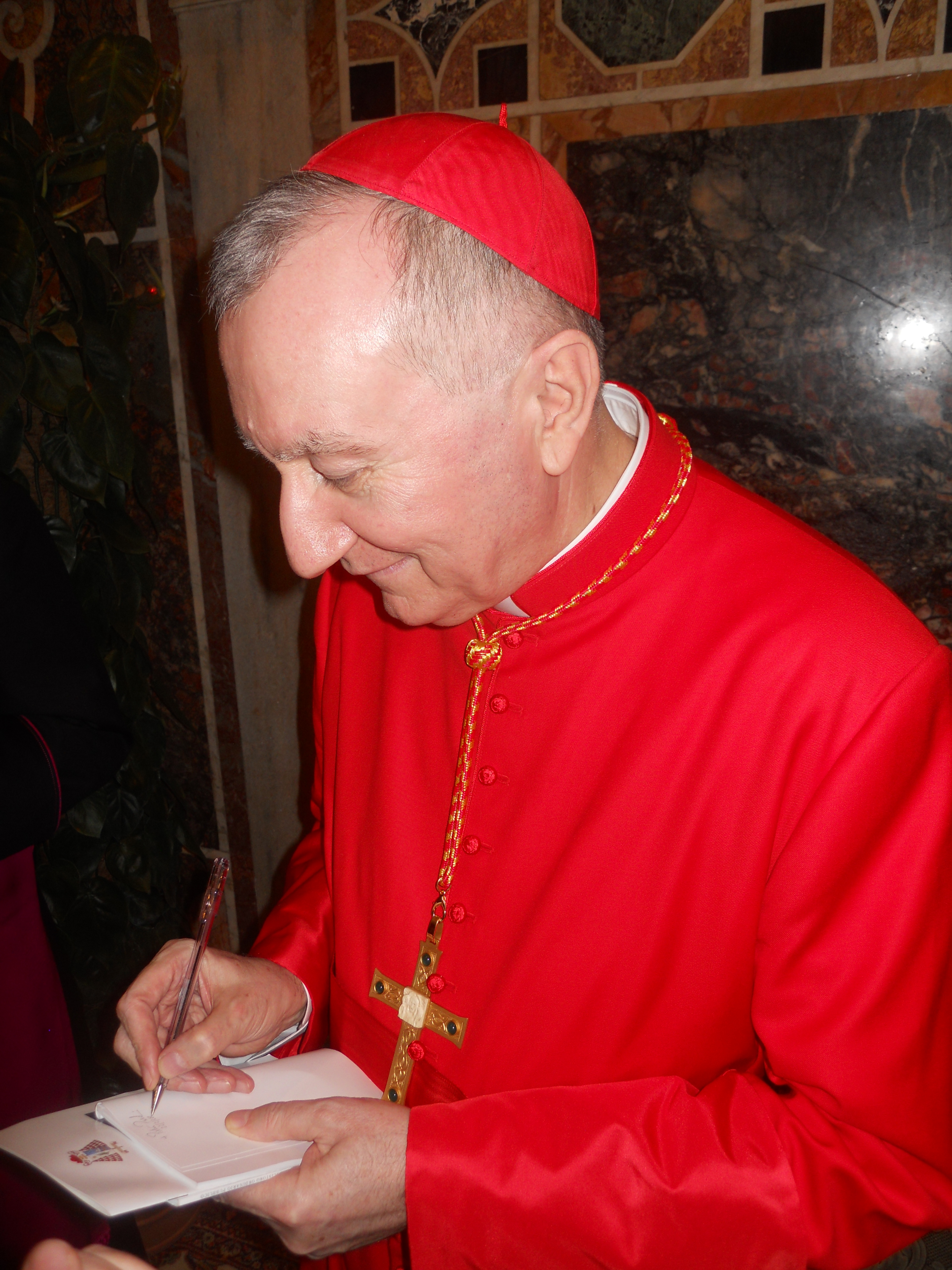
Pietro Parolin, úřadující kardinál státní sekretář (2014)

Nejdůležitější politickou institucí je Státní sekretariát, v jehož čele stojí kardinál státní sekretář. Kardinála státního sekretáře lze jako papežova prvního spolupracovníka při řízení univerzální církve považovat za nejvyššího představitele diplomatických a politických aktivit Svatého stolce, který za určitých okolností zastupuje osobu samotného papeže.
Státní sekretariát se dělí na sekci pro obecné záležitosti, nazývanou také první sekce; sekci pro vztahy se státy, nazývanou také druhá sekce a třetí sekci pro diplomatická zastoupení.
První sekce je zodpovědná za konečnou úpravu a doručení všech dopisů kurie, dohlíží na činnost ostatních dikasterií a papežských úřadů a koordinuje ji, zpracovává statistiky a je zodpovědná za vztahy Svatého stolce s médii. První sekce řídí také papežská zastoupení v zahraničí, zejména pokud jde o jejich styk s místními církvemi. Kromě toho vede jednání s diplomatem akreditovaným ve Vatikánu. Příchozí a odchozí poštu vyřizuje osm oddělení, která jsou přiřazena k různým jazykům.
Druhá sekce je zodpovědná za všechny záležitosti týkající se vztahů s jinými zeměmi a mezinárodními institucemi, které nejsou řešeny samostatně příslušnými zastoupeními Svatého stolce v daných zemích. Zastupuje také zájmy papeže na mezinárodních kongresech a jednáních. V zemích, kde existují konkordáty, vede jednání o jmenování biskupů druhá sekce. V této sekci pracuje většina papežského diplomatického sboru, i když se její zaměstnanci často stěhují na zastoupení po celém světě.
Třetí sekce byla zřízena papežem Františkem v roce 2017 a věnuje se výhradně záležitostem osob pracujících v diplomatických službách Svatého Stolce.
Státní sekretariát spravuje mj. sbírku Svatopetrský haléř. Jedná se o sbírku darů, která je považována za výraz náklonnosti věřících k papeži. Ve Státním sekretariátu sídlí také Komise pro advokáty Římské kurie.
Ve 2. dekádě 21. století době má státní sekretariát necelých 150 zaměstnanců, včetně laiků na nižších pozicích, a řadu externích poradců.

#### Ekonomický sekretariát
Dne 24. února 2014 bylo nařízeno zřízení ekonomické rady a sekretariátu, do jejichž kompetence patří finanční dohled nad kurií, dikasterii, Svatým stolcem a Městským státem Vatikán, jakož i správa vatikánského majetku.
Papež František jmenoval 15 členů tohoto orgánu 9. března 2014 a nahradil tak předchozí Radu kardinálů pro hospodářské a finanční záležitosti. V nové radě zasedá osm kardinálů a sedm ekonomů. Šest kardinálů nové rady bylo členy předchozího patnáctičlenného sboru.
Audit hospodaření Svatého stolce a Městského státu Vatikán provádí generální revizor.

### Kongregace
Kongregace jsou správní orgány kurie, rozdělené podle věcných oblastí, vzdáleně srovnatelné s ministerstvy světské vlády. V papežské kurii je devět římských kongregací, které jsou druhým nejvýše postaveným útvarem a představují typ dikasteria (oddělení s pravomocí). Mají kolegiální strukturu a v jejich čele stojí kardinál prefekt a dva sekretáři. Od 19. března 2022 se změnilo označení úřadu a místo slova Kongregace se používá označení Dikasterium.

#### Kongregace pro nauku víry
Kongregace pro nauku víry byla dříve známá jako „Nejvyšší posvátná kongregace římské a všeobecné inkvizice“ (Congregatio Romanae et Universalis Inquisitionis), někdy nazývaná prostě „Svaté oficium“ (Sanctum Officium), zkráceně Kongregace pro nauku víry. Je nejstarší z devíti kongregací Římské kurie. Založena byla papežem Pavlem III. v roce 1542. Patří mezi nejaktivnější z těchto hlavních kuriálních útvarů a dohlíží na katolickou nauku. Od 1. července 2017 je jejím prefektem kardinál Luis Ladaria Ferrer.
- Papežská biblická komise
- Mezinárodní teologická komise
- Papežská komise „Ecclesia Dei“

#### Kongregace pro východní církve

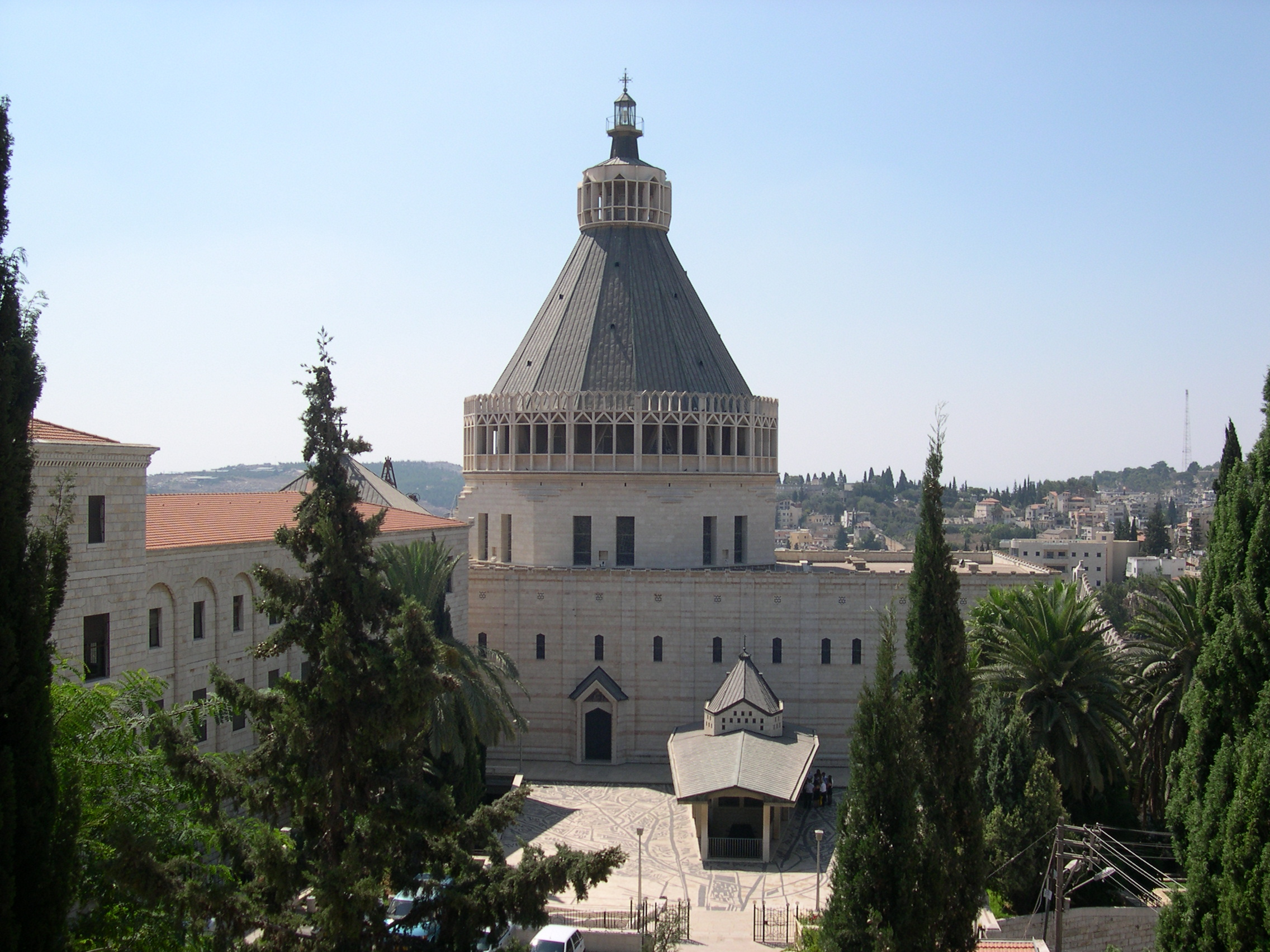
Nazaretská bazilika Zvěstování Panny Marie je největší křesťanskou církevní stavbou na Blízkém východě, která je pod dohledem Kongregace pro východní církve.

Kongregace pro východní církve byla zřízená papežem Benediktem XV. 1. května 1917. Je zodpovědná za kontakty s východními katolickými církvemi, aby napomáhala jejich rozvoji, chránila jejich práva a také aby vedle liturgického, disciplinárního a duchovního dědictví latinské církve zachovala vcelku a v jednom celku dědictví různých východních křesťanských tradic. Má výlučnou pravomoc nad následujícími regiony: Egypt a Sinajský poloostrov, Eritrea a severní Etiopie, jižní Albánie a Bulharsko, Kypr, Řecko, Izrael, Írán, Irák, Libanon, Palestina, Sýrie, Jordánsko, Turecko a Ukrajina. Jejími členy jsou všichni východní katoličtí patriarchové a vrchní arcibiskupové, jakož i předseda Papežské rady pro podporu jednoty křesťanů. Kardinál Leonardo Sandri je jejím prefektem od svého jmenování 9. června 2007.

#### Kongregace pro bohoslužbu a svátosti
Kongregace pro bohoslužbu a svátosti se zabývá většinou záležitostí týkajících se liturgické praxe latinské katolické církve na rozdíl od východních katolických církví a také některými technickými záležitostmi týkajícími se svátostí. Od 27. května 2021 je prefektem arcibiskup Arthur Roche.

#### Kongregace pro blahořečení a svatořečení
Kongregace pro blahořečení a svatořečení dohlíží na proces vedoucí ke kanonizaci svatých, který prochází etapami prohlášení „heroických ctností“ a blahořečení. Po přípravě případu, včetně schválení zázraků, je případ předložen papeži, který rozhoduje o tom, zda přistoupit k beatifikaci nebo kanonizaci. Od 15. října 2020 je prefektem kardinál Marcello Semeraro.

#### Kongregace pro evangelizaci národů

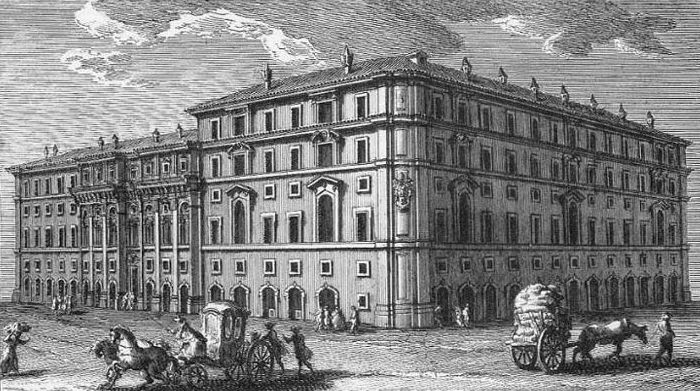
Sídlo Propagandy fide v Římě se severní fasádou na Piazza di Spagna od architekta Berniniho. Zde je vidět jihozápadní fasáda od Borrominiho. Lept Giuseppe Vasi, 1761.

Kongregace pro evangelizaci národů je zodpovědná za misijní činnost a související aktivity. Je možná známější pod svým dřívějším názvem Kongregace pro šíření víry (lat. Sacra Congregatio de Propaganda Fide). Papež Jan Pavel II. ji v roce 1982 přejmenoval, aniž by změnil její poslání. V roce 2014 byla členkou Kongregace pro evangelizaci národů jmenována generální představená sester misionářek komboniánek Luzia Premoliová, která se tak stala první ženou jmenovanou členkou vatikánské kongregace. Od 8. prosince 2019 je prefektem kardinál Luis Antonio Tagle.
- Nejvyšší rada papežských misijních děl
- Vyšší rada pro řízení papežských misijních děl: šíření víry, sv. apoštola Petra, dílo dětí, misijní unie
- Papežské misijní dílo šíření víry
- Papežské misijní dílo sv. apoštola Petra
- Papežské misijní dílo dětí
- Papežská misijní unie

#### Kongregace pro klérus
Kongregace pro klérus je kongregací římské kurie, která má na starosti dohled nad záležitostmi týkajícími se kněží a jáhnů, kteří nepatří k institutům zasvěceného života nebo společnostem apoštolského života, a také nad semináři (s výjimkou těch, které jsou řízeny Kongregací pro evangelizaci národů a východních církví) a domy formace řeholních a sekulárních institutů. Kongregace pro klérus se zabývá žádostmi o dispenz od aktivní kněžské služby a také legislativou upravující kněžské rady a další organizace kněží na celém světě. Kongregace se nezabývá případy sexuálního zneužívání ze strany duchovních, protože ty řeší výhradně Kongregace pro nauku víry.
Od 11. června 2021 je prefektem arcibiskup Lazar Jou Heung-sik.

#### Kongregace pro společnosti zasvěceného života a společnosti apoštolského života
Kongregace pro společnosti zasvěceného života a společnosti apoštolského života, od roku 2022 dikasterium, je kongregací římské kurie, která je zodpovědná za vše, co se týká institutů zasvěceného života (řeholních institutů a sekulárních institutů) a společností apoštolského života, a to jak mužských, tak ženských, pokud jde o jejich řízení, disciplínu, studium, statky, práva a výsady. Od roku 2011 je jejím prefektem João Braz de Aviz z Brazílie.

#### Kongregace pro katolickou výchovu
Kongregace pro katolickou výchovu je zodpovědná za:
- univerzity, fakulty, instituty a katolické vysokoškolské instituce, a to buď
  - církevní, které se řídí apoštolskou konstitucí Veritatis gaudium (29. ledna 2018) a jejichž úkolem je „hlouběji zkoumat různé oblasti posvátných disciplín“ (např. teologie církevní filozofie, kanonické právo); nebo
  - necírkevní (nabízející světské vědy) závislé na církevních osobách, které se řídí apoštolskou konstitucí Ex corde Ecclesiae, jakož i stávajícími relevantními občanskými zákony zemí, v nichž jsou kolokovány, a

- školy a vzdělávací ústavy závislé na církevních autoritách.

Giuseppe Versaldi stojí v jejím čele od roku 2015.

#### Kongregace pro biskupy
Kongregace pro biskupy dohlíží na výběr nových biskupů, kteří se nenacházejí na misijních územích nebo v oblastech spadajících pod jurisdikci Kongregace pro východní církve, která se zabývá východními katolíky, a to až do papežova schválení. V důsledku toho má značný vliv na vývoj církve. Plánuje také papežské audience, které jsou pro biskupy nutné každých pět let, a zařizuje vznik nových diecézí. V čele tohoto úřadu stojí kardinál Marc Ouellet, PSS.
- Papežská komise pro Latinskou Ameriku

### Dikasteria

#### Dikasterium pro komunikaci:
- Tiskový úřad Svatého Stolce
- Vatikánský rozhlas
- Vatican Media
- L'Osservatore Romano
- Vatikánská tiskárna
- Vatikánské nakladatelství a knihkupectví

### Papežské rady

#### Papežská rada pro jednotu křesťanů
- Komise pro náboženské vztahy s židy

#### Papežská rada pro podporu nové evangelizace[39]
- Komise pro náboženské vztahy s muslimy

#### Papežská rada pro kulturu
- Centrální statistický úřad církve

### 2. Ostatní složky římské kurie
- Papežské komise - Výše uvedené podřízené příslušným kongregacím +
  - Papežská komise pro posvátnou archeologii
  - Interdikasteriální komise pro Katechismus katolické církve
  - Komise pro vyhrazené případy - komise pro ekonomickou kontrolu vatikánských financí

- Papežské výbory
  - Papežský výbor pro historické vědy
  - Papežský výbor pro mezinárodní eucharistické kongresy
- Ostatní instituce Římské kurie
  - Prefektura papežského domu
  - Úřad pro papežské bohoslužby
  - Švýcarská garda

### Instituce spojené se Svatým Stolcem
Mezi Instituce spojené se Svatým Stolcem (nejsou součástí římské kurie) patří:
- Vatikánský apoštolský archiv
- Vatikánská apoštolská knihovna
- Papežská akademie věd
- Stavební huť baziliky sv. Petra
- Úřad apoštolské charity

- Synod biskupů
- + instituce závisející na Dikasteriu pro komunikaci

## Papežská kurie podlePraedicate Evangelium(2022)
19. března 2022 papež František promulgoval apoštolskou konstituci Praedicate Evangelium, která reformuje kurii, ruší kongregace a papežské rady a reorganizuje kompetence jednotlivých úřadů. Nový řád kurie vstoupil v platnost 5. června 2022, na slavnost Seslání Ducha svatého. Tato konstituce nahradila konstituci Jana Pavla II. Pastor Bonus z 28. června 1988.

### Nová struktura papežské kurie
Hlavní článek: Praedicate Evangelium